# Жихевич, Тадеуш
Тадеуш Жихевич (пол. Tadeusz Żychiewicz; 12 января 1922, Братковіце, Подкарпатское воеводство — 11 ноября 1994, Краков) — польский журналист, историк искусства, религиозный публицист, богослов и редактор журнала «Tygodnik Powszechny». Воевал в Армии Крайовой.
Дочь Тадеуша Жихевича — Мартина Якубович, вокалистка, гитаристка и композитор.
Похоронен на Тинецком приходском кладбище в Кракове.

## Публикации
- «Poczta Ojca Malachiasza» (цикл статей о богословские вопросы)
- «Cnoty i niecnoty» (цикл статей)
- «Dom Ojca: Rok Mateusza, rok Marka, rok Łukasza»
- «Dziesięcioro przykazań»
- «Ignacy Loyola»
- «Jajko miejscami świeże, czyli Pytania dla teologów»
- «Jozafat Kuncewicz»
- «Ludzie Ziemi Nieświętej» (сборник статей)
- «Ludzkie drogi» (сборник публикаций в журнале «Tygodnik Powszechny»)
- «Rok Łukasza»
- «Rok Marka»
- «Rok Mateusza»
- «Credo. Prawdy wiary w nauczaniu Biblii» («Верую. Истины веры в учении Библии», пер. Ядвиги Шиманьской, Рим–Люблин, 1992)
- «Stare Przymierze»
- «Stare Przymierze. Exodus»
- «Stare Przymierze. Genesis»
- «Stare Przymierze. Kohelet, Hiob, Syracydes»
- «Stare Przymierze. Prorocy: Izajasz, Jeremiasz, Ezechiel»
- «Stare Przymierze. Rut, Dawid, Salomon»
- «Żywoty»
- «Franciszek Bernardone — o świętym Franciszku z Asyżu»